# Pandemia di COVID-19 a Hong Kong
Il primo caso della pandemia di COVID-19 a Hong Kong, regione amministrativa speciale della Cina, è stato confermato il 23 gennaio 2020.

## Contesto
La diffusione dell'epidemia a Wuhan, nella Cina continentale, ha preso piede mentre nella zona di Hong Kong si registravano continue proteste politiche e movimenti anti-governo, che manifestavano in massa contro la legge sull'estradizione a partire dal giugno 2019. Le elezioni di novembre, da molte considerate come un referendum concesso dal Governo a causa dell'aumento delle proteste, videro una delle più grandi vittorie da parte dei pro-democratici nella storia di Hong Kong. L'economia della città ha risentito pesantemente degli effetti delle proteste, facendo fuggire gli investitori e portando la città in recessione.
Il Capo esecutivo Carrie Lam, il 4 ottobre, ha richiesto l'ordinanza sulle regolazioni dell'emergenza per imporre il divieto di indossare mascherine in luoghi pubblici. La legge si rivelò poi contraddittoria per prevenire la diffusione del virus.
Lo scoppio di questa nuova epidemia ha evocato nei cittadini gli amari ricordi della epidemia di SARS del 2003, quando nella città si registrarono circa 1700 casi di infezione e 300 decessi.
Il 5 maggio 2023, l'Organizzazione mondiale della sanità dichiara ufficialmente la fine della pandemia.

## Cronologia

### Gennaio
Dopo aver appreso dell'epidemia, il governo di Hong Kong ha richiesto che tutti coloro che fossero stati nei mercati umidi di Wuhan lo comunicassero alle autorità competenti. In seguito, il 3 gennaio, venne richiesto di comunicare alle autorità sanitarie se ci si fosse recati a Wuhan nei 14 giorni precedenti alla comparsa dei primi sintomi.
Il 4 gennaio il governo ha dichiarato di aver aumentato il livello di allerta nei confronti dell'epidemia in quanto erano stati comunicati 8 casi sospetti, i quali in seguito sono tutti risultati negativi. Gli esperti medici di Hong Kong richiesero alle autorità cinesi di essere più trasparenti riguardo alle informazioni rilasciate in merito ai pazienti di Wuhan, in quanto sarebbero potuti essere di maggiore aiuto per studi epidemiologici svolti in loco. Nonostante le autorità sanitarie di Wuhan continuassero ad insistere riguardo alla mancanza di prove scientifiche della trasmissione da uomo a uomo, il Dottor Ho Pak-leung, un esperto di malattie infettive dell'Università di Hong Kong, asserì che la diffusione a Wuhan era avvenuta proprio in quel modo e che servivano misure più stringenti. La stampa locale ha anche ammesso che, alla frontiera alla stazione dei treni di Hong Kong, non venivano effettuati controlli sanitari approfonditi come previsto. L'8 gennaio il Centro per la protezione sanitaria di Hong Kong ha aggiunto la "sindrome respiratoria acuta causata da un nuovo agente infettivo sconosciuto" alle malattie da tenere sotto controllo. Vengono anche abbreviate le tempistiche delle visite ospedaliere e viene richiesto ai visitatori di indossare mascherine. Vengono fatti controlli serrati negli aeroporti e nelle stazioni che prevedono collegamenti con Wuhan. Nella prima settimana del 2020 vengono testati 30 viaggiatori provenienti da Wuhan, tutti con sintomi, dei quali molti di loro sono poi risultati positivi.
Il 22 gennaio un uomo proveniente dalla Cina, di 39 anni, che aveva raggiunto Hong Kong da Shenzhen con il treno ad alta velocità, ha mostrato i primi sintomi. L'uomo viveva a Wuhan e aveva raggiunto Shenzhen in treno insieme alla famiglia. Dopo essere risultato positivo al tampone è stato immediatamente trasferito all'Ospedale Princess Margaret, sito a Kowloon. Lo stesso giorno un 56 enne di Ma On Shan, città locata nei territori di Hong Kong, che aveva visitato Wuhan in precedenza, risulta positivo al tampone. Entrambi i casi vennero prima classificati come "casi fortemente sospetti" in quanto, prima di essere classificati come "casi confermati", avrebbero dovuto superare ulteriori test.
Il 23 gennaio il villaggio turistico Lady MacLehose, situato a Sai Kung, venne designato come centro per la quarantena. Il centro per il turismo di Hong Kong ha cancellato la coppa prevista per il nuovo anno lunare e il carnevale di 4 giorni. Inoltre i precedenti due casi considerati "fortemente sospetti" vennero identificati come conclamati dalle autorità.
Il 24 gennaio le autorità confermano altri 3 casi, tutti provenienti da Wuhan.Il terzo caso, una donna di 62 anni, era giunta a Hong Kong col marito, la figlia e il genero, i quali vivevano ad Hong Kong. Nonostante non abbiamo sviluppato sintomi, i tre sono stati spostati nel villaggio Lady MacLehose per trascorrere 14 giorni di quarantena. Il quarto e il quinto caso erano marito e moglie provenienti dalla Cina, recatisi ad Hong Kong in visita alla figlia. Entrambi hanno tentato di scappare dall'ospedale nel momento in cui hanno appreso di essere sottoposti a misura di quarantena, fallendo a seguito dell'intervento della polizia.
Il 25 gennaio il governo dichiara l'epidemia una "emergenza sanitaria", decidendo di chiudere parchi di divertimento come Hong Kong Disneyland, l'Ocean Park e il Madame Tussauds, provvedimento valido a partire dal 26 gennaio.
Il 26 gennaio vengono confermati altri 3 casi. Il primo era un uomo di 47 anni residente a North Point, nell'isola di Hong Kong. In precedenza aveva lavorato per qualche settimana a Wuhan, prima di fare ritorno a Hong Kong. In seguito dichiarò di essere anche stato morso da un cane mentre si trovava a Wuhan. L'altro caso riguardava una donna di 68 anni di Hong Kong ma residente a Shenzhen. La donna manifestò febbre e tosse e venne trasferita all'ospedale del distretto nord. La donna dichiarò di aver, oltretutto, visitato Wuhan nello stesso mese. L'8 caso fu il marito della donna identificata come terzo caso, il quale era stato messo nel villaggio turistico per la quarantena. L'uomo manifestò alcuni sintomi, come febbre, e venne immediatamente sottoposto al tampone per verificare la sua positività al coronavirus, risultando poi positivo. Un nuovo edificio costruito a Fanling, nei Nuovi Territori, inizialmente pianificato come struttura per la quarantena per coloro che erano stati esposti al virus, venne fatta saltare in aria. Molti furono i cittadini e protestanti che si opposero all'idea di avere un centro per la quarantena nel quartiere, organizzando comizi fuori dall'edificio. Alcuni bloccarono la strada e diedero poi fuoco alla struttura.
Il 28 gennaio il Capo dell'Esecutivo Carrie Lam dichiarò che, a partire dal 30 gennaio, sarebbero stati sospesi i servizi ferroviari tra Hong Kong e la Cina continentale, così come tutti i servizi di traghetti. Vennero drasticamente ridotti i voli diretti in Cina, gli autobus di linea in collegamento con la Cina e vennero esortati gli impiegati della città di lavorare da casa, eccezione fatta per coloro operanti in settori di emergenza o in servizi necessari. Lo stesso giorno venne anche annunciato che sarebbero state chiuse le frontiere con la Cina.
Il 29 gennaio vennero confermati altri due casi, portando il totale a 10. I due casi sono una coppia di circa 70 anni in arrivo da Wuhan, recatisi a Hong Kong per motivi turistici. Durante una loro permanenza in hotel, il personale ha notato che i due lamentarono febbre alta e forte tosse e decisero di chiamare un'ambulanza per soccorrerli. I due sono risultati in seguito positivi al coronavirus. Venne in seguito annunciato che tutti i musei pubblici, biblioteche e centri sportivi sarebbero stati chiusi fino a nuova data. Il 14 febbraio il provvedimento venne allungato fino al 2 marzo 2020.
Il 30 gennaio vennero confermati altri due casi, che portarono il totale al 12. Un caso era una donna di 39 anni residente a Hong Kong, risultata essere poi la figlia della coppia risultata positiva il giorno precedente. La ragazza aveva accompagnato i genitori durante i loro giri nei vari luoghi della città, dormendo una sera con loro. La ragazza fu il primo caso di positività di un paziente che non aveva visitato Wuhan in precedenza. L'altro caso, un 75 enne residente a Kowloon, risultò positivo a seguito del peggioramento delle sue condizioni di salute. L'uomo si era recato verso la fine di dicembre nel Guangdong, nella Cina continentale, e poi a Macao. L'uomo fu inizialmente colpito da una forte tosse, venendo ricoverato in ospedale, ma non venne sottoposto al tampone in quanto non aveva dichiarato di essersi recato in Cina e poi a Macao.
Il 31 gennaio viene confermato un ulteriore caso. Il paziente era un uomo di 39 anni di Hong Kong, affetto da diabete. Aveva fatto ritorno da Wuhan nelle settimane precedenti e iniziò a sviluppare i primi sintomi il 29 gennaio.

### Febbraio
Il 4 febbraio il Centro per la protezione sanitaria di Hong Kong conferma il primo decesso, un 39 enne affetto da diabete già identificato come 13° paziente.
Il 5 febbraio vennero confermati altri 3 casi, altri 3 il 6 febbraio e ulteriori 2 casi il 7 febbraio.
Il 9 febbraio, con la conferma di ulteriori tre casi di contagio, il numero totale salì a 29 casi confermati. Lo stesso giorno venne anche annunciato che ai passeggeri e l'equipaggio della nave da crociera World Dream venne concessa la possibilità di scendere dalla nave solo se non fossero risultati positivi al tampone e se non avessero avuto alcun contatto con gli 8 passeggeri risultati positivi e già in precedenza sbarcati.
Al 17 febbraio vennero confermati 60 casi di positività, due guarigioni e un decesso.
Il 19 febbraio un uomo di 70 anni, con patologie pregresse, diviene la seconda vittima a Hong Kong.
Al 24 febbraio vennero confermati 81 casi di positività.

### Marzo

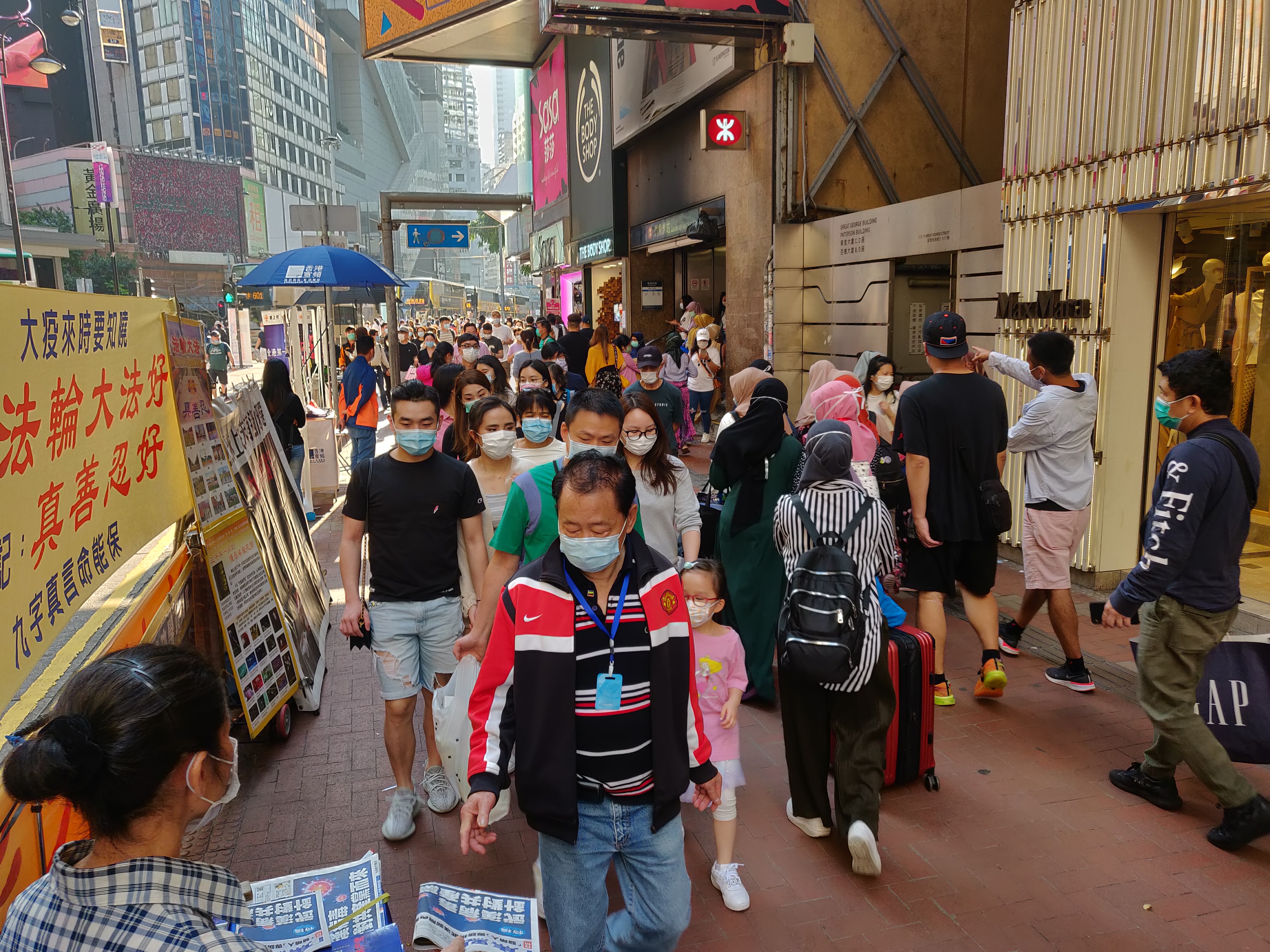
Abitanti di Hong Kong per le strade della città durante l'epidemia di COVID-19

Al 2 marzo sono stati confermati 100 casi di positività. Quel giorno vennero anche confermati due nuovi pazienti che sono risultati essere dei passeggeri della nave da crociera Diamond Princess.
Il 19 marzo Joel Werner, direttore degli investimenti presso la Solitude Capital Management, venne riconosciuto su un video che, inizialmente destinato ad amici, venne diffuso nel web. Nel video l'uomo sbeffeggiava totalmente le misure prese e venne ripreso mentre si leccava una mano per poi strofinarla su una delle maniglie di un treno della metropolitana di Hong Kong.
Il 20 marzo la città di Hong Kong registra nuovi 48 casi di positività, il numero più alto mai registrato in un solo giorno, portando il totale a 256 casi confermati.
Il 25 marzo il governo decide di chiudere le frontiere a tutti i non residenti provenienti dall'estero. Il provvedimento si applica anche a tutti i cittadini della Cina continentale, di Macao e Taiwan che abbiano visitato Paesi esteri nei 14 giorni precedenti al loro arrivo ad Hong Kong. Il transito in aeroporto viene temporaneamente sospeso e viene richiesto a tutti i cittadini residenti di ritorno dall'estero, a prescindere dal luogo di partenza, di sottoporsi a misura di quarantena per 14 giorni. A tutti i residenti di ritorno da Stati Uniti, Regno Unito e Europa vengono richiesti esami più approfonditi e di sottoporsi al tampone per testare la positività da COVID-19.

### Aprile
Il 1 aprile il Governo ordina la temporanea chiusura dei karaoke, discoteche e club notturni e sale da Mah Jong. Lo storico ippodromo di Happy Valley, che con gli enormi incassi per le scommesse è il principale contribuente fiscale, opera a porte chiuse con corse senza pubblico e puntate solo online. I locali pubblici che non chiuderanno dovranno far usare le maschere al personale e controllare la temperatura dei clienti. Nei ristoranti di Hong Kong, per i prossimi 14 giorni, sono ammessi tavoli con un numero massimo di 4 avventori. Queste nuove misure stringenti sono giustificate dal fatto che le autorità hanno dichiarato che, dal 19 marzo, 573 casi di infezione sono stati importati dall’estero ma che 132 sono stati contagi interni tra hongkonghesi. E di questi 69 hanno colpito persone che erano state in bar e pub della città. Dal 3 aprile vengono chiusi pub e bar della città, inizialmente per un periodo di 14 giorni.

## Andamento dei contagi
| Data                                                                               | Data       |  | Numero di casi | Numero di morti |
| ---------------------------------------------------------------------------------- | ---------- |  | -------------- | --------------- |
| 23-01-2020                                                                         | 23-01-2020 |  | 2(N.D.)        |                 |
| 24-01-2020                                                                         | 24-01-2020 |  | 2(=)           |                 |
| 25-01-2020                                                                         | 25-01-2020 |  | 5(+150%)       |                 |
| 26-01-2020                                                                         | 26-01-2020 |  | 8(+60%)        |                 |
| ⋮                                                                                  | ⋮          |  | 8(=)           |                 |
| 29-01-2020                                                                         | 29-01-2020 |  | 10(+25%)       |                 |
| 30-01-2020                                                                         | 30-01-2020 |  | 12(+20%)       |                 |
| 31-01-2020                                                                         | 31-01-2020 |  | 13(+8,3%)      |                 |
| 01-02-2020                                                                         | 01-02-2020 |  | 14(+7,7%)      |                 |
| 02-02-2020                                                                         | 02-02-2020 |  | 15(+7,1%)      |                 |
| 03-02-2020                                                                         | 03-02-2020 |  | 15(=)          |                 |
| 04-02-2020                                                                         | 04-02-2020 |  | 18(+20%)       | 1(N.D.)         |
| 05-02-2020                                                                         | 05-02-2020 |  | 21(+17%)       | 1(=)            |
| 06-02-2020                                                                         | 06-02-2020 |  | 24(+14%)       | 1(=)            |
| 07-02-2020                                                                         | 07-02-2020 |  | 26(+8,3%)      | 1(=)            |
| 08-02-2020                                                                         | 08-02-2020 |  | 26(=)          | 1(=)            |
| 09-02-2020                                                                         | 09-02-2020 |  | 36(+38%)       | 1(=)            |
| 10-02-2020                                                                         | 10-02-2020 |  | 42(+17%)       | 1(=)            |
| 11-02-2020                                                                         | 11-02-2020 |  | 49(+17%)       | 1(=)            |
| 12-02-2020                                                                         | 12-02-2020 |  | 50(+2%)        | 1(=)            |
| 13-02-2020                                                                         | 13-02-2020 |  | 53(+6%)        | 1(=)            |
| 14-02-2020                                                                         | 14-02-2020 |  | 56(+5,7%)      | 1(=)            |
| 15-02-2020                                                                         | 15-02-2020 |  | 56(=)          | 1(=)            |
| 16-02-2020                                                                         | 16-02-2020 |  | 57(+1,8%)      | 1(=)            |
| 17-02-2020                                                                         | 17-02-2020 |  | 60(+5,3%)      | 1(=)            |
| 18-02-2020                                                                         | 18-02-2020 |  | 62(+3,3%)      | 1(=)            |
| 19-02-2020                                                                         | 19-02-2020 |  | 65(+4,8%)      | 2(+100%)        |
| 20-02-2020                                                                         | 20-02-2020 |  | 68(+4,6%)      | 2(=)            |
| 21-02-2020                                                                         | 21-02-2020 |  | 68(=)          | 2(=)            |
| 22-02-2020                                                                         | 22-02-2020 |  | 69(+1,5%)      | 2(=)            |
| 23-02-2020                                                                         | 23-02-2020 |  | 74(+7,2%)      | 2(=)            |
| 24-02-2020                                                                         | 24-02-2020 |  | 81(+9,5%)      | 2(=)            |
| 25-02-2020                                                                         | 25-02-2020 |  | 85(+4,9%)      | 2(=)            |
| 26-02-2020                                                                         | 26-02-2020 |  | 91(+7,1%)      | 2(=)            |
| 27-02-2020                                                                         | 27-02-2020 |  | 93(+2,2%)      | 2(=)            |
| 28-02-2020                                                                         | 28-02-2020 |  | 94(+1,1%)      | 2(=)            |
| 29-02-2020                                                                         | 29-02-2020 |  | 95(+1,1%)      | 2(=)            |
| 01-03-2020                                                                         | 01-03-2020 |  | 100(+5,3%)     | 2(=)            |
| 02-03-2020                                                                         | 02-03-2020 |  | 101(+1%)       | 2(=)            |
| 03-03-2020                                                                         | 03-03-2020 |  | 101(=)         | 2(=)            |
| 04-03-2020                                                                         | 04-03-2020 |  | 105(+4%)       | 2(=)            |
| 05-03-2020                                                                         | 05-03-2020 |  | 105(=)         | 2(=)            |
| 06-03-2020                                                                         | 06-03-2020 |  | 108(+2,9%)     | 2(=)            |
| 07-03-2020                                                                         | 07-03-2020 |  | 110(+1,9%)     | 2(=)            |
| 08-03-2020                                                                         | 08-03-2020 |  | 115(+4,5%)     | 3(+50%)         |
| 09-03-2020                                                                         | 09-03-2020 |  | 116(+0,87%)    | 3(=)            |
| 10-03-2020                                                                         | 10-03-2020 |  | 121(+4,3%)     | 3(=)            |
| 11-03-2020                                                                         | 11-03-2020 |  | 130(+7,4%)     | 3(=)            |
| 12-03-2020                                                                         | 12-03-2020 |  | 132(+1,5%)     | 3(=)            |
| 13-03-2020                                                                         | 13-03-2020 |  | 138(+4,5%)     | 4(+33%)         |
| 14-03-2020                                                                         | 14-03-2020 |  | 142(+2,9%)     | 4(=)            |
| 15-03-2020                                                                         | 15-03-2020 |  | 149(+4,9%)     | 4(=)            |
| 16-03-2020                                                                         | 16-03-2020 |  | 158(+6%)       | 4(=)            |
| 17-03-2020                                                                         | 17-03-2020 |  | 168(+6,3%)     | 4(=)            |
| 18-03-2020                                                                         | 18-03-2020 |  | 193(+15%)      | 4(=)            |
| 19-03-2020                                                                         | 19-03-2020 |  | 209(+8,3%)     | 4(=)            |
| 20-03-2020                                                                         | 20-03-2020 |  | 257(+23%)      | 4(=)            |
| 21-03-2020                                                                         | 21-03-2020 |  | 274(+6,6%)     | 4(=)            |
| 22-03-2020                                                                         | 22-03-2020 |  | 318(+16%)      | 4(=)            |
| 23-03-2020                                                                         | 23-03-2020 |  | 357(+12%)      | 4(=)            |
| 24-03-2020                                                                         | 24-03-2020 |  | 387(+8,4%)     | 4(=)            |
| 25-03-2020                                                                         | 25-03-2020 |  | 411(+6,2%)     | 4(=)            |
| 26-03-2020                                                                         | 26-03-2020 |  | 454(+10%)      | 4(=)            |
| 27-03-2020                                                                         | 27-03-2020 |  | 519(+14%)      | 4(=)            |
| 28-03-2020                                                                         | 28-03-2020 |  | 583(+12%)      | 4(=)            |
| 29-03-2020                                                                         | 29-03-2020 |  | 642(+10%)      | 4(=)            |
| 30-03-2020                                                                         | 30-03-2020 |  | 683(+6,4%)     | 4(=)            |
| 31-03-2020                                                                         | 31-03-2020 |  | 715(+4,7%)     | 4(=)            |
| 01-04-2020                                                                         | 01-04-2020 |  | 766(+7,1%)     | 4(=)            |
| 02-04-2020                                                                         | 02-04-2020 |  | 803(+4,8%)     | 4(=)            |
| 03-04-2020                                                                         | 03-04-2020 |  | 846(+5,4%)     | 4(=)            |
| 04-04-2020                                                                         | 04-04-2020 |  | 863(+2%)       | 4(=)            |
| 05-04-2020                                                                         | 05-04-2020 |  | 891(+3,2%)     | 4(=)            |
| 06-04-2020                                                                         | 06-04-2020 |  | 915(+2,7%)     | 4(=)            |
| 07-04-2020                                                                         | 07-04-2020 |  | 936(+2,3%)     | 4(=)            |
| 08-04-2020                                                                         | 08-04-2020 |  | 961(+2,7%)     | 4(=)            |
| 09-04-2020                                                                         | 09-04-2020 |  | 974(+1,4%)     | 4(=)            |
| 10-04-2020                                                                         | 10-04-2020 |  | 990(+1,6%)     | 4(=)            |
| 11-04-2020                                                                         | 11-04-2020 |  | 1 001(+1,1%)   | 4(=)            |
| 12-04-2020                                                                         | 12-04-2020 |  | 1 005(+0,4%)   | 4(=)            |
| 13-04-2020                                                                         | 13-04-2020 |  | 1 010(+0,5%)   | 4(=)            |
| 14-04-2020                                                                         | 14-04-2020 |  | 1 013(+0,3%)   | 4(=)            |
| 15-04-2020                                                                         | 15-04-2020 |  | 1 017(+0,39%)  | 4(=)            |
| 16-04-2020                                                                         | 16-04-2020 |  | 1 018(+0,1%)   | 4(=)            |
| 17-04-2020                                                                         | 17-04-2020 |  | 1 022(+0,39%)  | 4(=)            |
| 18-04-2020                                                                         | 18-04-2020 |  | 1 024(+0,2%)   | 4(=)            |
| 19-04-2020                                                                         | 19-04-2020 |  | 1 026(+0,2%)   | 4(=)            |
| 20-04-2020                                                                         | 20-04-2020 |  | 1 026(=)       | 4(=)            |
| 21-04-2020                                                                         | 21-04-2020 |  | 1 030(+0,39%)  | 4(=)            |
| 22-04-2020                                                                         | 22-04-2020 |  | 1 034(+0,39%)  | 4(=)            |
| 23-04-2020                                                                         | 23-04-2020 |  | 1 036(+0,19%)  | 4(=)            |
| 24-04-2020                                                                         | 24-04-2020 |  | 1 036(=)       | 4(=)            |
| 25-04-2020                                                                         | 25-04-2020 |  | 1 038(+0,19%)  | 4(=)            |
| 26-04-2020                                                                         | 26-04-2020 |  | 1 038(=)       | 4(=)            |
| 27-04-2020                                                                         | 27-04-2020 |  | 1 038(=)       | 4(=)            |
| 28-04-2020                                                                         | 28-04-2020 |  | 1 038(=)       | 4(=)            |
| 29-04-2020                                                                         | 29-04-2020 |  | 1 038(=)       | 4(=)            |
| 30-04-2020                                                                         | 30-04-2020 |  | 1 038(=)       | 4(=)            |
| 01-05-2020                                                                         | 01-05-2020 |  | 1 040(+0,19%)  | 4(=)            |
| 02-05-2020                                                                         | 02-05-2020 |  | 1 040(=)       | 4(=)            |
| 03-05-2020                                                                         | 03-05-2020 |  | 1 040(=)       | 4(=)            |
| 04-05-2020                                                                         | 04-05-2020 |  | 1 041(+0,1%)   | 4(=)            |
| 05-05-2020                                                                         | 05-05-2020 |  | 1 041(=)       | 4(=)            |
| 06-05-2020                                                                         | 06-05-2020 |  | 1 041(=)       | 4(=)            |
| 07-05-2020                                                                         | 07-05-2020 |  | 1 045(+0,38%)  | 4(=)            |
| 08-05-2020                                                                         | 08-05-2020 |  | 1 045(=)       | 4(=)            |
| 09-05-2020                                                                         | 09-05-2020 |  | 1 045(=)       | 4(=)            |
| 10-05-2020                                                                         | 10-05-2020 |  | 1 048(+0,29%)  | 4(=)            |
| 11-05-2020                                                                         | 11-05-2020 |  | 1 048(=)       | 4(=)            |
| 12-05-2020                                                                         | 12-05-2020 |  | 1 048(=)       | 4(=)            |
| 13-05-2020                                                                         | 13-05-2020 |  | 1 051(+0,29%)  | 4(=)            |
| 14-05-2020                                                                         | 14-05-2020 |  | 1 052(+0,1%)   | 4(=)            |
| 15-05-2020                                                                         | 15-05-2020 |  | 1 053(+0,1%)   | 4(=)            |
| 16-05-2020                                                                         | 16-05-2020 |  | 1 053(=)       | 4(=)            |
| 17-05-2020                                                                         | 17-05-2020 |  | 1 056(+0,28%)  | 4(=)            |
| 18-05-2020                                                                         | 18-05-2020 |  | 1 056(=)       | 4(=)            |
| 19-05-2020                                                                         | 19-05-2020 |  | 1 056(=)       | 4(=)            |
| 20-05-2020                                                                         | 20-05-2020 |  | 1 056(=)       | 4(=)            |
| 21-05-2020                                                                         | 21-05-2020 |  | 1 064(+0,76%)  | 4(=)            |
| 22-05-2020                                                                         | 22-05-2020 |  | 1 066(+0,19%)  | 4(=)            |
| 23-05-2020                                                                         | 23-05-2020 |  | 1 066(=)       | 4(=)            |
| 24-05-2020                                                                         | 24-05-2020 |  | 1 066(=)       | 4(=)            |
| 25-05-2020                                                                         | 25-05-2020 |  | 1 066(=)       | 4(=)            |
| 26-05-2020                                                                         | 26-05-2020 |  | 1 066(=)       | 4(=)            |
| 27-05-2020                                                                         | 27-05-2020 |  | 1 067(+0,09%)  | 4(=)            |
| 28-05-2020                                                                         | 28-05-2020 |  | 1 067(=)       | 4(=)            |
| 29-05-2020                                                                         | 29-05-2020 |  | 1 080(+1,2%)   | 4(=)            |
| 30-05-2020                                                                         | 30-05-2020 |  | 1 083(+0,28%)  | 4(=)            |
| 31-05-2020                                                                         | 31-05-2020 |  | 1 085(+0,18%)  | 4(=)            |
| 01-06-2020                                                                         | 01-06-2020 |  | 1 088(+0,28%)  | 4(=)            |
| 02-06-2020                                                                         | 02-06-2020 |  | 1 094(+0,55%)  | 4(=)            |
| 03-06-2020                                                                         | 03-06-2020 |  | 1 094(=)       | 4(=)            |
| 04-06-2020                                                                         | 04-06-2020 |  | 1 100(+0,55%)  | 4(=)            |
| 05-06-2020                                                                         | 05-06-2020 |  | 1 103(+0,27%)  | 4(=)            |
| 06-06-2020                                                                         | 06-06-2020 |  | 1 106(+0,27%)  | 4(=)            |
| 07-06-2020                                                                         | 07-06-2020 |  | 1 107(+0,09%)  | 4(=)            |
| 08-06-2020                                                                         | 08-06-2020 |  | 1 108(+0,09%)  | 4(=)            |
| 09-06-2020                                                                         | 09-06-2020 |  | 1 108(=)       | 4(=)            |
| 10-06-2020                                                                         | 10-06-2020 |  | 1 108(=)       | 4(=)            |
| 11-06-2020                                                                         | 11-06-2020 |  | 1 108(=)       | 4(=)            |
| 12-06-2020                                                                         | 12-06-2020 |  | 1 109(+0,09%)  | 4(=)            |
| 13-06-2020                                                                         | 13-06-2020 |  | 1 110(+0,09%)  | 4(=)            |
| 14-06-2020                                                                         | 14-06-2020 |  | 1 110(=)       | 4(=)            |
| 15-06-2020                                                                         | 15-06-2020 |  | 1 113(+0,27%)  | 4(=)            |
| 16-06-2020                                                                         | 16-06-2020 |  | 1 113(=)       | 4(=)            |
| 17-06-2020                                                                         | 17-06-2020 |  | 1 121(+0,72%)  | 4(=)            |
| 18-06-2020                                                                         | 18-06-2020 |  | 1 125(+0,36%)  | 4(=)            |
| 19-06-2020                                                                         | 19-06-2020 |  | 1 128(+0,27%)  | 4(=)            |
| 20-06-2020                                                                         | 20-06-2020 |  | 1 129(+0,09%)  | 5(+25%)         |
| 21-06-2020                                                                         | 21-06-2020 |  | 1 132(+0,27%)  | 5(=)            |
| 22-06-2020                                                                         | 22-06-2020 |  | 1 162(+2,7%)   | 5(=)            |
| 23-06-2020                                                                         | 23-06-2020 |  | 1 178(+1,4%)   | 6(+20%)         |
| 24-06-2020                                                                         | 24-06-2020 |  | 1 180(+0,17%)  | 6(=)            |
| 25-06-2020                                                                         | 25-06-2020 |  | 1 194(+1,2%)   | 7(+17%)         |
| 26-06-2020                                                                         | 26-06-2020 |  | 1 197(+0,25%)  | 7(=)            |
| 27-06-2020                                                                         | 27-06-2020 |  | 1 198(+0,08%)  | 7(=)            |
| 28-06-2020                                                                         | 28-06-2020 |  | 1 200(+0,17%)  | 7(=)            |
| 29-06-2020                                                                         | 29-06-2020 |  | 1 204(+0,33%)  | 7(=)            |
| 30-06-2020                                                                         | 30-06-2020 |  | 1 206(+0,17%)  | 7(=)            |
| 01-07-2020                                                                         | 01-07-2020 |  | 1 234(+2,3%)   | 7(=)            |
| 02-07-2020                                                                         | 02-07-2020 |  | 1 243(+0,73%)  | 7(=)            |
| 03-07-2020                                                                         | 03-07-2020 |  | 1 248(+0,4%)   | 7(=)            |
| 04-07-2020                                                                         | 04-07-2020 |  | 1 259(+0,88%)  | 7(=)            |
| 05-07-2020                                                                         | 05-07-2020 |  | 1 269(+0,79%)  | 7(=)            |
| 06-07-2020                                                                         | 06-07-2020 |  | 1 286(+1,3%)   | 7(=)            |
| 07-07-2020                                                                         | 07-07-2020 |  | 1 300(+1,1%)   | 7(=)            |
| 08-07-2020                                                                         | 08-07-2020 |  | 1 324(+1,8%)   | 7(=)            |
| 09-07-2020                                                                         | 09-07-2020 |  | 1 366(+3,2%)   | 7(=)            |
| 10-07-2020                                                                         | 10-07-2020 |  | 1 404(+2,8%)   | 7(=)            |
| 11-07-2020                                                                         | 11-07-2020 |  | 1 432(+2%)     | 7(=)            |
| 12-07-2020                                                                         | 12-07-2020 |  | 1 470(+2,7%)   | 7(=)            |
| 13-07-2020                                                                         | 13-07-2020 |  | 1 522(+3,5%)   | 8(+14%)         |
| 14-07-2020                                                                         | 14-07-2020 |  | 1 570(+3,2%)   | 8(=)            |
| 15-07-2020                                                                         | 15-07-2020 |  | 1 589(+1,2%)   | 10(+25%)        |
| 16-07-2020                                                                         | 16-07-2020 |  | 1 656(+4,2%)   | 10(=)           |
| 17-07-2020                                                                         | 17-07-2020 |  | 1 714(+3,5%)   | 11(+10%)        |
| 18-07-2020                                                                         | 18-07-2020 |  | 1 778(+3,7%)   | 12(+9,1%)       |
| 19-07-2020                                                                         | 19-07-2020 |  | 1 885(+6%)     | 12(=)           |
| 20-07-2020                                                                         | 20-07-2020 |  | 1 958(+3,9%)   | 12(=)           |
| 21-07-2020                                                                         | 21-07-2020 |  | 2 019(+3,1%)   | 14(+17%)        |
| 22-07-2020                                                                         | 22-07-2020 |  | 2 132(+5,6%)   | 14(=)           |
| 23-07-2020                                                                         | 23-07-2020 |  | 2 250(+5,5%)   | 15(+7,1%)       |
| 24-07-2020                                                                         | 24-07-2020 |  | 2 373(+5,5%)   | 16(+6,7%)       |
| 25-07-2020                                                                         | 25-07-2020 |  | 2 506(+5,6%)   | 18(+12%)        |
| 26-07-2020                                                                         | 26-07-2020 |  | 2 634(+5,1%)   | 18(=)           |
| 27-07-2020                                                                         | 27-07-2020 |  | 2 779(+5,5%)   | 22(+22%)        |
| 28-07-2020                                                                         | 28-07-2020 |  | 2 885(+3,8%)   | 23(+4,5%)       |
| 29-07-2020                                                                         | 29-07-2020 |  | 3 003(+4,1%)   | 24(+4,3%)       |
| 30-07-2020                                                                         | 30-07-2020 |  | 3 152(+5%)     | 25(+4,2%)       |
| 31-07-2020                                                                         | 31-07-2020 |  | 3 273(+3,8%)   | 28(+12%)        |
| 01-08-2020                                                                         | 01-08-2020 |  | 3 397(+3,8%)   | 33(+18%)        |
| 02-08-2020                                                                         | 02-08-2020 |  | 3 512(+3,4%)   | 35(+6,1%)       |
| 03-08-2020                                                                         | 03-08-2020 |  | 3 590(+2,2%)   | 39(+11%)        |
| 04-08-2020                                                                         | 04-08-2020 |  | 3 670(+2,2%)   | 42(+7,7%)       |
| 05-08-2020                                                                         | 05-08-2020 |  | 3 755(+2,3%)   | 43(+2,4%)       |
| 06-08-2020                                                                         | 06-08-2020 |  | 3 850(+2,5%)   | 46(+7%)         |
| 07-08-2020                                                                         | 07-08-2020 |  | 3 939(+2,3%)   | 47(+2,2%)       |
| 08-08-2020                                                                         | 08-08-2020 |  | 4 008(+1,8%)   | 47(=)           |
| 09-08-2020                                                                         | 09-08-2020 |  | 4 080(+1,8%)   | 52(+11%)        |
| 10-08-2020                                                                         | 10-08-2020 |  | 4 149(+1,7%)   | 56(+7,7%)       |
| 11-08-2020                                                                         | 11-08-2020 |  | 4 182(+0,8%)   | 59(+5,4%)       |
| 12-08-2020                                                                         | 12-08-2020 |  | 4 244(+1,5%)   | 63(+6,8%)       |
| 13-08-2020                                                                         | 13-08-2020 |  | 4 313(+1,6%)   | 65(+3,2%)       |
| 14-08-2020                                                                         | 14-08-2020 |  | 4 361(+1,1%)   | 67(+3,1%)       |
| 15-08-2020                                                                         | 15-08-2020 |  | 4 407(+1,1%)   | 69(+3%)         |
| 16-08-2020                                                                         | 16-08-2020 |  | 4 481(+1,7%)   | 69(=)           |
| 17-08-2020                                                                         | 17-08-2020 |  | 4 525(+0,98%)  | 69(=)           |
| 18-08-2020                                                                         | 18-08-2020 |  | 4 561(+0,8%)   | 71(+2,9%)       |
| 19-08-2020                                                                         | 19-08-2020 |  | 4 587(+0,57%)  | 72(+1,4%)       |
| 20-08-2020                                                                         | 20-08-2020 |  | 4 605(+0,39%)  | 75(+4,2%)       |
| 21-08-2020                                                                         | 21-08-2020 |  | 4 632(+0,59%)  | 75(=)           |
| 22-08-2020                                                                         | 22-08-2020 |  | 4 658(+0,56%)  | 76(+1,3%)       |
| 23-08-2020                                                                         | 23-08-2020 |  | 4 683(+0,54%)  | 77(+1,3%)       |
| 24-08-2020                                                                         | 24-08-2020 |  | 4 692(+0,19%)  | 77(=)           |
| 25-08-2020                                                                         | 25-08-2020 |  | 4 711(+0,4%)   | 78(+1,3%)       |
| 26-08-2020                                                                         | 26-08-2020 |  | 4 735(+0,51%)  | 79(+1,3%)       |
| 27-08-2020                                                                         | 27-08-2020 |  | 4 756(+0,44%)  | 81(+2,5%)       |
| 28-08-2020                                                                         | 28-08-2020 |  | 4 769(+0,27%)  | 84(+3,7%)       |
| 29-08-2020                                                                         | 29-08-2020 |  | 4 787(+0,38%)  | 86(+2,4%)       |
| 30-08-2020                                                                         | 30-08-2020 |  | 4 802(+0,31%)  | 88(+2,3%)       |
| 31-08-2020                                                                         | 31-08-2020 |  | 4 811(+0,19%)  | 89(+1,1%)       |
| 01-09-2020                                                                         | 01-09-2020 |  | 4 823(+0,25%)  | 90(+1,1%)       |
| 02-09-2020                                                                         | 02-09-2020 |  | 4 831(+0,17%)  | 92(+2,2%)       |
| 03-09-2020                                                                         | 03-09-2020 |  | 4 839(+0,17%)  | 93(+1,1%)       |
| 04-09-2020                                                                         | 04-09-2020 |  | 4 851(+0,25%)  | 94(+1,1%)       |
| 05-09-2020                                                                         | 05-09-2020 |  | 4 858(+0,14%)  | 94(=)           |
| 06-09-2020                                                                         | 06-09-2020 |  | 4 879(+0,43%)  | 97(+3,2%)       |
| 07-09-2020                                                                         | 07-09-2020 |  | 4 890(+0,23%)  | 98(+1%)         |
| 08-09-2020                                                                         | 08-09-2020 |  | 4 896(+0,12%)  | 99(+1%)         |
| 09-09-2020                                                                         | 09-09-2020 |  | 4 902(+0,12%)  | 99(=)           |
| 10-09-2020                                                                         | 10-09-2020 |  | 4 914(+0,24%)  | 99(=)           |
| 11-09-2020                                                                         | 11-09-2020 |  | 4 926(+0,24%)  | 99(=)           |
| 12-09-2020                                                                         | 12-09-2020 |  | 4 939(+0,26%)  | 100(+1%)        |
| 13-09-2020                                                                         | 13-09-2020 |  | 4 958(+0,38%)  | 100(=)          |
| 14-09-2020                                                                         | 14-09-2020 |  | 4 972(+0,28%)  | 101(+1%)        |
| 15-09-2020                                                                         | 15-09-2020 |  | 4 976(+0,08%)  | 102(+0,99%)     |
| 16-09-2020                                                                         | 16-09-2020 |  | 4 985(+0,18%)  | 102(=)          |
| 17-09-2020                                                                         | 17-09-2020 |  | 4 994(+0,18%)  | 102(=)          |
| 18-09-2020                                                                         | 18-09-2020 |  | 4 997(+0,06%)  | 103(+0,98%)     |
| 19-09-2020                                                                         | 19-09-2020 |  | 5 010(+0,26%)  | 103(=)          |
| 20-09-2020                                                                         | 20-09-2020 |  | 5 033(+0,46%)  | 103(=)          |
| 21-09-2020                                                                         | 21-09-2020 |  | 5 039(+0,12%)  | 103(=)          |
| 22-09-2020                                                                         | 22-09-2020 |  | 5 047(+0,16%)  | 103(=)          |
| 23-09-2020                                                                         | 23-09-2020 |  | 5 050(+0,06%)  | 104(+0,97%)     |
| 24-09-2020                                                                         | 24-09-2020 |  | 5 057(+0,14%)  | 104(=)          |
| 25-09-2020                                                                         | 25-09-2020 |  | 5 059(+0,04%)  | 104(=)          |
| 26-09-2020                                                                         | 26-09-2020 |  | 5 060(+0,02%)  | 105(+0,96%)     |
| 27-09-2020                                                                         | 27-09-2020 |  | 5 066(+0,12%)  | 105(=)          |
| 28-09-2020                                                                         | 28-09-2020 |  | 5 076(+0,2%)   | 105(=)          |
| 29-09-2020                                                                         | 29-09-2020 |  | 5 080(+0,08%)  | 105(=)          |
| 30-09-2020                                                                         | 30-09-2020 |  | 5 088(+0,16%)  | 105(=)          |
| 01-10-2020                                                                         | 01-10-2020 |  | 5 098(+0,2%)   | 105(=)          |
| 02-10-2020                                                                         | 02-10-2020 |  | 5 105(+0,14%)  | 105(=)          |
| 03-10-2020                                                                         | 03-10-2020 |  | 5 109(+0,08%)  | 105(=)          |
| 04-10-2020                                                                         | 04-10-2020 |  | 5 114(+0,1%)   | 105(=)          |
| 05-10-2020                                                                         | 05-10-2020 |  | 5 125(+0,22%)  | 105(=)          |
| 06-10-2020                                                                         | 06-10-2020 |  | 5 133(+0,16%)  | 105(=)          |
| 07-10-2020                                                                         | 07-10-2020 |  | 5 144(+0,21%)  | 105(=)          |
| 08-10-2020                                                                         | 08-10-2020 |  | 5 162(+0,35%)  | 105(=)          |
| 09-10-2020                                                                         | 09-10-2020 |  | 5 170(+0,15%)  | 105(=)          |
| 10-10-2020                                                                         | 10-10-2020 |  | 5 176(+0,12%)  | 105(=)          |
| 11-10-2020                                                                         | 11-10-2020 |  | 5 183(+0,14%)  | 105(=)          |
| 12-10-2020                                                                         | 12-10-2020 |  | 5 194(+0,21%)  | 105(=)          |
| 13-10-2020                                                                         | 13-10-2020 |  | 5 202(+0,15%)  | 105(=)          |
| 14-10-2020                                                                         | 14-10-2020 |  | 5 202(=)       | 105(=)          |
| 15-10-2020                                                                         | 15-10-2020 |  | 5 214(+0,23%)  | 105(=)          |
| 16-10-2020                                                                         | 16-10-2020 |  | 5 221(+0,13%)  | 105(=)          |
| 17-10-2020                                                                         | 17-10-2020 |  | 5 238(+0,33%)  | 105(=)          |
| 18-10-2020                                                                         | 18-10-2020 |  | 5 242(+0,08%)  | 105(=)          |
| 19-10-2020                                                                         | 19-10-2020 |  | 5 257(+0,29%)  | 105(=)          |
| 20-10-2020                                                                         | 20-10-2020 |  | 5 262(+0,1%)   | 105(=)          |
| 21-10-2020                                                                         | 21-10-2020 |  | 5 270(+0,15%)  | 105(=)          |
| 22-10-2020                                                                         | 22-10-2020 |  | 5 281(+0,21%)  | 105(=)          |
| 23-10-2020                                                                         | 23-10-2020 |  | 5 285(+0,08%)  | 105(=)          |
| 24-10-2020                                                                         | 24-10-2020 |  | 5 290(+0,09%)  | 105(=)          |
| 25-10-2020                                                                         | 25-10-2020 |  | 5 296(+0,11%)  | 105(=)          |
| 26-10-2020                                                                         | 26-10-2020 |  | 5 304(+0,15%)  | 105(=)          |
| 27-10-2020                                                                         | 27-10-2020 |  | 5 309(+0,09%)  | 105(=)          |
| 28-10-2020                                                                         | 28-10-2020 |  | 5 311(+0,04%)  | 105(=)          |
| 29-10-2020                                                                         | 29-10-2020 |  | 5 314(+0,06%)  | 105(=)          |
| 30-10-2020                                                                         | 30-10-2020 |  | 5 321(+0,13%)  | 105(=)          |
| 31-10-2020                                                                         | 31-10-2020 |  | 5 324(+0,06%)  | 105(=)          |
| 01-11-2020                                                                         | 01-11-2020 |  | 5 331(+0,13%)  | 105(=)          |
| 02-11-2020                                                                         | 02-11-2020 |  | 5 337(+0,11%)  | 105(=)          |
| 03-11-2020                                                                         | 03-11-2020 |  | 5 346(+0,17%)  | 105(=)          |
| 04-11-2020                                                                         | 04-11-2020 |  | 5 349(+0,06%)  | 106(+0,95%)     |
| 05-11-2020                                                                         | 05-11-2020 |  | 5 356(+0,13%)  | 107(+0,94%)     |
| 06-11-2020                                                                         | 06-11-2020 |  | 5 362(+0,11%)  | 107(=)          |
| 07-11-2020                                                                         | 07-11-2020 |  | 5 365(+0,06%)  | 107(=)          |
| 08-11-2020                                                                         | 08-11-2020 |  | 5 375(+0,19%)  | 107(=)          |
| 09-11-2020                                                                         | 09-11-2020 |  | 5 381(+0,11%)  | 107(=)          |
| 10-11-2020                                                                         | 10-11-2020 |  | 5 390(+0,17%)  | 108(+0,93%)     |
| 11-11-2020                                                                         | 11-11-2020 |  | 5 408(+0,33%)  | 108(=)          |
| 12-11-2020                                                                         | 12-11-2020 |  | 5 431(+0,43%)  | 108(=)          |
| 13-11-2020                                                                         | 13-11-2020 |  | 5 437(+0,11%)  | 108(=)          |
| 14-11-2020                                                                         | 14-11-2020 |  | 5 445(+0,15%)  | 108(=)          |
| 15-11-2020                                                                         | 15-11-2020 |  | 5 459(+0,26%)  | 108(=)          |
| 16-11-2020                                                                         | 16-11-2020 |  | 5 467(+0,15%)  | 108(=)          |
| 17-11-2020                                                                         | 17-11-2020 |  | 5 471(+0,07%)  | 108(=)          |
| 18-11-2020                                                                         | 18-11-2020 |  | 5 480(+0,16%)  | 108(=)          |
| 19-11-2020                                                                         | 19-11-2020 |  | 5 492(+0,22%)  | 108(=)          |
| 20-11-2020                                                                         | 20-11-2020 |  | 5 518(+0,47%)  | 108(=)          |
| 21-11-2020                                                                         | 21-11-2020 |  | 5 561(+0,78%)  | 108(=)          |
| 22-11-2020                                                                         | 22-11-2020 |  | 5 629(+1,2%)   | 108(=)          |
| 23-11-2020                                                                         | 23-11-2020 |  | 5 702(+1,3%)   | 108(=)          |
| 24-11-2020                                                                         | 24-11-2020 |  | 5 782(+1,4%)   | 108(=)          |
| 25-11-2020                                                                         | 25-11-2020 |  | 5 867(+1,5%)   | 108(=)          |
| 26-11-2020                                                                         | 26-11-2020 |  | 5 948(+1,4%)   | 108(=)          |
| 27-11-2020                                                                         | 27-11-2020 |  | 6 040(+1,5%)   | 108(=)          |
| 28-11-2020                                                                         | 28-11-2020 |  | 6 124(+1,4%)   | 109(+0,93%)     |
| 29-11-2020                                                                         | 29-11-2020 |  | 6 239(+1,9%)   | 109(=)          |
| 30-11-2020                                                                         | 30-11-2020 |  | 6 315(+1,2%)   | 109(=)          |
| 01-12-2020                                                                         | 01-12-2020 |  | 6 397(+1,3%)   | 109(=)          |
| 02-12-2020                                                                         | 02-12-2020 |  | 6 500(+1,6%)   | 110(+0,92%)     |
| 03-12-2020                                                                         | 03-12-2020 |  | 6 590(+1,4%)   | 110(=)          |
| 04-12-2020                                                                         | 04-12-2020 |  | 6 702(+1,7%)   | 112(+1,8%)      |
| 05-12-2020                                                                         | 05-12-2020 |  | 6 803(+1,5%)   | 112(=)          |
| 06-12-2020                                                                         | 06-12-2020 |  | 6 898(+1,4%)   | 112(=)          |
| 07-12-2020                                                                         | 07-12-2020 |  | 6 976(+1,1%)   | 112(=)          |
| 08-12-2020                                                                         | 08-12-2020 |  | 7 076(+1,4%)   | 112(=)          |
| 09-12-2020                                                                         | 09-12-2020 |  | 7 180(+1,5%)   | 113(+0,89%)     |
| 10-12-2020                                                                         | 10-12-2020 |  | 7 292(+1,6%)   | 114(+0,88%)     |
| 11-12-2020                                                                         | 11-12-2020 |  | 7 378(+1,2%)   | 114(=)          |
| 12-12-2020                                                                         | 12-12-2020 |  | 7 447(+0,94%)  | 116(+1,8%)      |
| 13-12-2020                                                                         | 13-12-2020 |  | 7 542(+1,3%)   | 117(+0,86%)     |
| 14-12-2020                                                                         | 14-12-2020 |  | 7 624(+1,1%)   | 121(+3,4%)      |
| 15-12-2020                                                                         | 15-12-2020 |  | 7 722(+1,3%)   | 123(+1,7%)      |
| 16-12-2020                                                                         | 16-12-2020 |  | 7 804(+1,1%)   | 124(+0,81%)     |
| 17-12-2020                                                                         | 17-12-2020 |  | 7 900(+1,2%)   | 127(+2,4%)      |
| 18-12-2020                                                                         | 18-12-2020 |  | 7 970(+0,89%)  | 129(+1,6%)      |
| 19-12-2020                                                                         | 19-12-2020 |  | 8 079(+1,4%)   | 129(=)          |
| 20-12-2020                                                                         | 20-12-2020 |  | 8 153(+0,92%)  | 130(+0,78%)     |
| 21-12-2020                                                                         | 21-12-2020 |  | 8 238(+1%)     | 131(+0,77%)     |
| 22-12-2020                                                                         | 22-12-2020 |  | 8 301(+0,76%)  | 132(+0,76%)     |
| 23-12-2020                                                                         | 23-12-2020 |  | 8 354(+0,64%)  | 133(+0,76%)     |
| 24-12-2020                                                                         | 24-12-2020 |  | 8 425(+0,85%)  | 135(+1,5%)      |
| 25-12-2020                                                                         | 25-12-2020 |  | 8 482(+0,68%)  | 136(+0,74%)     |
| 26-12-2020                                                                         | 26-12-2020 |  | 8 541(+0,7%)   | 136(=)          |
| 27-12-2020                                                                         | 27-12-2020 |  | 8 611(+0,82%)  | 137(+0,74%)     |
| 28-12-2020                                                                         | 28-12-2020 |  | 8 672(+0,71%)  | 141(+2,9%)      |
| 29-12-2020                                                                         | 29-12-2020 |  | 8 725(+0,61%)  | 143(+1,4%)      |
| 30-12-2020                                                                         | 30-12-2020 |  | 8 779(+0,62%)  | 147(+2,8%)      |
| 31-12-2020                                                                         | 31-12-2020 |  | 8 847(+0,77%)  | 148(+0,68%)     |
| 01-01-2021                                                                         | 01-01-2021 |  | 8 889(+0,47%)  | 149(+0,68%)     |
| 02-01-2021                                                                         | 02-01-2021 |  | 8 924(+0,39%)  | 150(+0,67%)     |
| 03-01-2021                                                                         | 03-01-2021 |  | 8 965(+0,46%)  | 151(+0,67%)     |
| 04-01-2021                                                                         | 04-01-2021 |  | 9 018(+0,59%)  | 153(+1,3%)      |
| 05-01-2021                                                                         | 05-01-2021 |  | 9 050(+0,35%)  | 154(+0,65%)     |
| 06-01-2021                                                                         | 06-01-2021 |  | 9 075(+0,28%)  | 154(=)          |
| 07-01-2021                                                                         | 07-01-2021 |  | 9 108(+0,36%)  | 154(=)          |
| 08-01-2021                                                                         | 08-01-2021 |  | 9 153(+0,49%)  | 156(+1,3%)      |
| 09-01-2021                                                                         | 09-01-2021 |  | 9 212(+0,64%)  | 158(+1,3%)      |
| 10-01-2021                                                                         | 10-01-2021 |  | 9 243(+0,34%)  | 158(=)          |
| 11-01-2021                                                                         | 11-01-2021 |  | 9 284(+0,44%)  | 159(+0,63%)     |
| 12-01-2021                                                                         | 12-01-2021 |  | 9 344(+0,65%)  | 160(+0,63%)     |
| 13-01-2021                                                                         | 13-01-2021 |  | 9 386(+0,45%)  | 161(+0,62%)     |
| 14-01-2021                                                                         | 14-01-2021 |  | 9 415(+0,31%)  | 161(=)          |
| 15-01-2021                                                                         | 15-01-2021 |  | 9 453(+0,4%)   | 162(+0,62%)     |
| 16-01-2021                                                                         | 16-01-2021 |  | 9 503(+0,53%)  | 162(=)          |
| 17-01-2021                                                                         | 17-01-2021 |  | 9 558(+0,58%)  | 162(=)          |
| 18-01-2021                                                                         | 18-01-2021 |  | 9 665(+1,1%)   | 164(+1,2%)      |
| 19-01-2021                                                                         | 19-01-2021 |  | 9 721(+0,58%)  | 166(+1,2%)      |
| 20-01-2021                                                                         | 20-01-2021 |  | 9 798(+0,79%)  | 166(=)          |
| 21-01-2021                                                                         | 21-01-2021 |  | 9 868(+0,71%)  | 167(+0,6%)      |
| 22-01-2021                                                                         | 22-01-2021 |  | 9 929(+0,62%)  | 168(+0,6%)      |
| 23-01-2021                                                                         | 23-01-2021 |  | 10 010(+0,82%) | 168(=)          |
| 24-01-2021                                                                         | 24-01-2021 |  | 10 086(+0,76%) | 169(+0,6%)      |
| 25-01-2021                                                                         | 25-01-2021 |  | 10 159(+0,72%) | 171(+1,2%)      |
| 26-01-2021                                                                         | 26-01-2021 |  | 10 223(+0,63%) | 172(+0,58%)     |
| 27-01-2021                                                                         | 27-01-2021 |  | 10 283(+0,59%) | 174(+1,2%)      |
| 28-01-2021                                                                         | 28-01-2021 |  | 10 322(+0,38%) | 177(+1,7%)      |
| 29-01-2021                                                                         | 29-01-2021 |  | 10 372(+0,48%) | 178(+0,56%)     |
| 30-01-2021                                                                         | 30-01-2021 |  | 10 400(+0,27%) | 181(+1,7%)      |
| 31-01-2021                                                                         | 31-01-2021 |  | 10 453(+0,51%) | 182(+0,55%)     |
| 01-02-2021                                                                         | 01-02-2021 |  | 10 487(+0,33%) | 182(=)          |
| 02-02-2021                                                                         | 02-02-2021 |  | 10 512(+0,24%) | 184(+1,1%)      |
| 03-02-2021                                                                         | 03-02-2021 |  | 10 531(+0,18%) | 185(+0,54%)     |
| 04-02-2021                                                                         | 04-02-2021 |  | 10 553(+0,21%) | 186(+0,54%)     |
| 05-02-2021                                                                         | 05-02-2021 |  | 10 590(+0,35%) | 186(=)          |
| 06-02-2021                                                                         | 06-02-2021 |  | 10 609(+0,18%) | 186(=)          |
| 07-02-2021                                                                         | 07-02-2021 |  | 10 636(+0,25%) | 186(=)          |
| 08-02-2021                                                                         | 08-02-2021 |  | 10 668(+0,3%)  | 187(+0,54%)     |
| 09-02-2021                                                                         | 09-02-2021 |  | 10 694(+0,24%) | 188(+0,53%)     |
| 10-02-2021                                                                         | 10-02-2021 |  | 10 711(+0,16%) | 189(+0,53%)     |
| 11-02-2021                                                                         | 11-02-2021 |  | 10 732(+0,2%)  | 191(+1,1%)      |
| 12-02-2021                                                                         | 12-02-2021 |  | 10 756(+0,22%) | 193(+1%)        |
| 13-02-2021                                                                         | 13-02-2021 |  | 10 768(+0,11%) | 193(=)          |
| 14-02-2021                                                                         | 14-02-2021 |  | 10 780(+0,11%) | 193(=)          |
| 15-02-2021                                                                         | 15-02-2021 |  | 10 789(+0,08%) | 193(=)          |
| 16-02-2021                                                                         | 16-02-2021 |  | 10 797(+0,07%) | 195(+1%)        |
| 17-02-2021                                                                         | 17-02-2021 |  | 10 813(+0,15%) | 197(+1%)        |
| 18-02-2021                                                                         | 18-02-2021 |  | 10 821(+0,07%) | 197(=)          |
| 19-02-2021                                                                         | 19-02-2021 |  | 10 834(+0,12%) | 197(=)          |
| 20-02-2021                                                                         | 20-02-2021 |  | 10 849(+0,14%) | 197(=)          |
| 21-02-2021                                                                         | 21-02-2021 |  | 10 869(+0,18%) | 197(=)          |
| 22-02-2021                                                                         | 22-02-2021 |  | 10 885(+0,15%) | 197(=)          |
| 23-02-2021                                                                         | 23-02-2021 |  | 10 897(+0,11%) | 197(=)          |
| 24-02-2021                                                                         | 24-02-2021 |  | 10 914(+0,16%) | 198(+0,51%)     |
| 25-02-2021                                                                         | 25-02-2021 |  | 10 927(+0,12%) | 198(=)          |
| 26-02-2021                                                                         | 26-02-2021 |  | 10 951(+0,22%) | 198(=)          |
| 27-02-2021                                                                         | 27-02-2021 |  | 10 984(+0,3%)  | 199(+0,51%)     |
| 28-02-2021                                                                         | 28-02-2021 |  | 11 006(+0,2%)  | 200(+0,5%)      |
| 01-03-2021                                                                         | 01-03-2021 |  | 11 020(+0,13%) | 200(=)          |
| 02-03-2021                                                                         | 02-03-2021 |  | 11 033(+0,12%) | 200(=)          |
| 03-03-2021                                                                         | 03-03-2021 |  | 11 047(+0,13%) | 201(+0,5%)      |
| 04-03-2021                                                                         | 04-03-2021 |  | 11 056(+0,08%) | 201(=)          |
| 05-03-2021                                                                         | 05-03-2021 |  | 11 067(+0,1%)  | 202(+0,5%)      |
| 06-03-2021                                                                         | 06-03-2021 |  | 11 075(+0,07%) | 202(=)          |
| 07-03-2021                                                                         | 07-03-2021 |  | 11 091(+0,14%) | 202(=)          |
| 08-03-2021                                                                         | 08-03-2021 |  | 11 100(+0,08%) | 202(=)          |
| 09-03-2021                                                                         | 09-03-2021 |  | 11 121(+0,19%) | 202(=)          |
| 10-03-2021                                                                         | 10-03-2021 |  | 11 129(+0,07%) | 203(+0,5%)      |
| 11-03-2021                                                                         | 11-03-2021 |  | 11 151(+0,2%)  | 203(=)          |
| 12-03-2021                                                                         | 12-03-2021 |  | 11 211(+0,54%) | 203(=)          |
| 13-03-2021                                                                         | 13-03-2021 |  | 11 258(+0,42%) | 203(=)          |
| 14-03-2021                                                                         | 14-03-2021 |  | 11 282(+0,21%) | 203(=)          |
| 15-03-2021                                                                         | 15-03-2021 |  | 11 312(+0,27%) | 203(=)          |
| 16-03-2021                                                                         | 16-03-2021 |  | 11 330(+0,16%) | 203(=)          |
| 17-03-2021                                                                         | 17-03-2021 |  | 11 341(+0,1%)  | 203(=)          |
| 18-03-2021                                                                         | 18-03-2021 |  | 11 351(+0,09%) | 203(=)          |
| 19-03-2021                                                                         | 19-03-2021 |  | 11 364(+0,11%) | 203(=)          |
| 20-03-2021                                                                         | 20-03-2021 |  | 11 372(+0,07%) | 203(=)          |
| 21-03-2021                                                                         | 21-03-2021 |  | 11 380(+0,07%) | 203(=)          |
| 22-03-2021                                                                         | 22-03-2021 |  | 11 398(+0,16%) | 203(=)          |
| 23-03-2021                                                                         | 23-03-2021 |  | 11 410(+0,11%) | 204(+0,49%)     |
| 24-03-2021                                                                         | 24-03-2021 |  | 11 420(+0,09%) | 204(=)          |
| 25-03-2021                                                                         | 25-03-2021 |  | 11 429(+0,08%) | 204(=)          |
| 26-03-2021                                                                         | 26-03-2021 |  | 11 440(+0,1%)  | 205(+0,49%)     |
| 27-03-2021                                                                         | 27-03-2021 |  | 11 446(+0,05%) | 205(=)          |
| 28-03-2021                                                                         | 28-03-2021 |  | 11 447(+0,01%) | 205(=)          |
| 29-03-2021                                                                         | 29-03-2021 |  | 11 455(+0,07%) | 205(=)          |
| 30-03-2021                                                                         | 30-03-2021 |  | 11 462(+0,06%) | 205(=)          |
| 31-03-2021                                                                         | 31-03-2021 |  | 11 468(+0,05%) | 205(=)          |
| 01-04-2021                                                                         | 01-04-2021 |  | 11 481(+0,11%) | 205(=)          |
| 02-04-2021                                                                         | 02-04-2021 |  | 11 500(+0,17%) | 205(=)          |
| 03-04-2021                                                                         | 03-04-2021 |  | 11 502(+0,02%) | 205(=)          |
| 04-04-2021                                                                         | 04-04-2021 |  | 11 509(+0,06%) | 205(=)          |
| 05-04-2021                                                                         | 05-04-2021 |  | 11 525(+0,14%) | 205(=)          |
| 06-04-2021                                                                         | 06-04-2021 |  | 11 532(+0,06%) | 205(=)          |
| 07-04-2021                                                                         | 07-04-2021 |  | 11 540(+0,07%) | 205(=)          |
| 08-04-2021                                                                         | 08-04-2021 |  | 11 550(+0,09%) | 205(=)          |
| 09-04-2021                                                                         | 09-04-2021 |  | 11 564(+0,12%) | 207(+0,98%)     |
| 10-04-2021                                                                         | 10-04-2021 |  | 11 569(+0,04%) | 207(=)          |
| 11-04-2021                                                                         | 11-04-2021 |  | 11 582(+0,11%) | 207(=)          |
| 12-04-2021                                                                         | 12-04-2021 |  | 11 595(+0,11%) | 207(=)          |
| 13-04-2021                                                                         | 13-04-2021 |  | 11 608(+0,11%) | 208(+0,48%)     |
| 14-04-2021                                                                         | 14-04-2021 |  | 11 613(+0,04%) | 209(+0,48%)     |
| 15-04-2021                                                                         | 15-04-2021 |  | 11 619(+0,05%) | 209(=)          |
| 16-04-2021                                                                         | 16-04-2021 |  | 11 636(+0,15%) | 209(=)          |
| 17-04-2021                                                                         | 17-04-2021 |  | 11 654(+0,15%) | 209(=)          |
| 18-04-2021                                                                         | 18-04-2021 |  | 11 684(+0,26%) | 209(=)          |
| 19-04-2021                                                                         | 19-04-2021 |  | 11 696(+0,1%)  | 209(=)          |
| 20-04-2021                                                                         | 20-04-2021 |  | 11 704(+0,07%) | 209(=)          |
| 21-04-2021                                                                         | 21-04-2021 |  | 11 705(+0,01%) | 209(=)          |
| 22-04-2021                                                                         | 22-04-2021 |  | 11 719(+0,12%) | 209(=)          |
| 23-04-2021                                                                         | 23-04-2021 |  | 11 728(+0,08%) | 209(=)          |
| 24-04-2021                                                                         | 24-04-2021 |  | 11 731(+0,03%) | 209(=)          |
| 25-04-2021                                                                         | 25-04-2021 |  | 11 737(+0,05%) | 209(=)          |
| 26-04-2021                                                                         | 26-04-2021 |  | 11 741(+0,03%) | 209(=)          |
| 27-04-2021                                                                         | 27-04-2021 |  | 11 749(+0,07%) | 209(=)          |
| 28-04-2021                                                                         | 28-04-2021 |  | 11 756(+0,06%) | 209(=)          |
| 29-04-2021                                                                         | 29-04-2021 |  | 11 771(+0,13%) | 209(=)          |
| 30-04-2021                                                                         | 30-04-2021 |  | 11 775(+0,03%) | 209(=)          |
| 01-05-2021                                                                         | 01-05-2021 |  | 11 783(+0,07%) | 210(+0,48%)     |
| Fonti: - Dipartimento della salute di Hong Kong - Ultimo aggiornamento: 30.01.2021 |            |  |                |                 |

## Controversie

### Chiusura dei confini
Il governo di Hong Kong si è rifiutato di chiudere tutti i confini come strumenti di prevenzione per la diffusione del virus, optando piuttosto ad una progressiva chiusura parziale dovuta soprattutto ad una crescente pressione da parte del popolo. Il popolo richiese a gran voce l'irrigidimento dei controlli alle frontiere, specialmente per i visitatori provenienti da Wuhan. Gli esperti medici chiesero al governo di imporre la presentazione di certificati medici attestanti lo stato di buona salute alle frontiere, ma inizialmente questa proposta venne rifiutata. Il capo dell'esecutivo, Carrie Lam, ha inizialmente rifiutato la proposta di chiudere le frontiere in quanto "inappropriato e poco pratico".
Il 28 gennaio il governo annunciò che tutti i treni ad alta velocità in collegamento con la Cina, così come tutti i servizi di traghetto che superassero le frontiere, sarebbero stati sospesi a partire dal 30 gennaio. Inoltre il numero di voli con la Cina e le linee di autobus transfrontaliere vennero notevolmente ridotte. Lo stesso giorno il governo decise anche di chiudere due valichi di frontiera ai confini.
Poiché i principali valichi di frontiera, come Lo Wu, Lok Ma Chau e Huanggang, non furono soggetti a chiusure i lavoratori del settore della sanità pubblica, rappresentati dalla recentemente formata Alleanza dei lavoratori negli ospedali, dichiararono che le misure prese dal governo furono "insignificanti e tardive". Oltre 400 dottori ed infermieri di ospedali pubblici scrissero al governo al fine di chiudere tutte le frontiere immediatamente, minacciando imminenti rivolte e scioperi. La stessa Alleanza dei lavoratori avvertì il governo riguardo ad un possibile sciopero già dagli inizi di febbraio, che sarebbe iniziato qualora il governo non avesse avviato controlli più stretti alle frontiere.
A causa del continuo malcontento e della pressione, proveniente sia dagli operatori sanitari e dottori sia dall'opposizione politica, Lam annunciò l'imminente chiusura di ulteriori 6 valichi di frontiera con effetto dal 30 gennaio. Lam stessa spiegò che la sua linea di azione venne consigliata dall'OMS, la quale riteneva che misure stringenti su viaggi e transazioni commerciali non fossero necessarie e che si opponeva fortemente ad ogni decisione discriminatoria che prevedesse il divieto totale di accesso ai cinesi. Il 3 febbraio il governo chiuse tutti i valichi, eccezione fatta per quattro di questi – il Ponte Hong Kong–Zhuhai–Macau, il Porto di Shenzhen, l'aeroporto internazionale e il Kai Tak Cruise Terminal – introducendo ulteriori misure di quarantena per tutti coloro arrivassero dalla Cina continentale, pur continuando a rifiutare la totale chiusura delle frontiere con la Cina. Dopo una votazione nell'Alleanza dei medici, iniziò uno sciopero dei medici durato tre giorni. Gli esperti ammisero che, a causa della gestione sulla legge di estradizione che mise in subbuglio Hong Kong, al governo mancava il capitale necessario per poter affrontare l'emergenza, nel caso in cui fossero state completamente chiuse le frontiere, e che la Lam non era intenzionata a chiedere aiuto al governo cinese il quale non desiderava una chiusura delle frontiere con Hong Kong.